# Aristokratie
Aristokratie – früher auch Bestherrschaft – bezeichnet in der Politikwissenschaft die Herrschaft einer kleinen Gruppe besonders befähigter Individuen, wobei die Art der Befähigung nicht näher bestimmt ist. Die ursprüngliche Wortbedeutung ist „Herrschaft der Besten“ (altgriechisch ἀριστοκρατία aristokratía, aus ἄριστος aristos, deutsch ‚Bester‘ und κρατεῖν kratein, deutsch ‚herrschen‘, im gleichen Sinne lateinisch, wie etwa bei Cicero, civitas optimatum, zu Optimat und Optimatenherrschaft). In der Praxis wurde die Eigenschaft, zu „den Besten“ zu gehören, häufig mit der Zugehörigkeit zu einer adligen Oberschicht gleichgesetzt.
In den Geschichtswissenschaften wird der Begriff „Aristokratie“ oft teilweise synonym zu Adel als der Gesamtheit aller Aristokraten in einem bestimmten geografischen Bereich verwendet, wobei jeder Erbadel eine Aristokratie, aber nicht jede Aristokratie ein Erbadel ist, da die Zugehörigkeit zur herrschenden Elite auch meritokratisch begründet sein kann (siehe Nobilität). Umgekehrt kann erbliche Gruppenzugehörigkeit auch abseits eines Adels von Bedeutung sein, so existierten auch bürgerlich-aristokratische Systeme wie das der Patrizier in mittelalterlichen Städten (Städtearistokratie) oder klerikalistische Priesteraristokratien. Im übertragenen Sinne werden die Begriffe Arbeiteraristokratie und Geldaristokratie verwendet.

## Etymologie und Definition
Das Wort Aristokratie entstammt dem altgriechischen aristokratía (άριστον ‚das beste‘, ‚Exzellenz‘ und κράτο ‚Macht‘), das erstmals im späten 5. Jahrhundert v. Chr. bezeugt ist, und gelangte erst im 16. Jahrhundert in die deutsche Sprache, wo es in staatstheoretischen Schriften verwendet wurde. Seit dem 17. Jahrhundert wird damit auch die Gesamtheit des Adels bezeichnet. Seitdem kann das davon abgeleitete Adjektiv aristokratisch neben „die Aristokratie betreffend“, auch „vornehm“ oder „edel“ in Bezug auf Gesinnung und Wesen bedeuten.
Aristokratie bedeutet demnach:
- in der klassischen Verfassungstypenlehre des Aristoteles die Herrschaft der Besten, der Tugend oder der Tüchtigkeit. Im Gegensatz dazu steht nach Aristoteles die Oligarchie (wörtlich: ‚Herrschaft Weniger‘) die Machtausübung durch eine Minderheit, die die Macht an sich gerissen hat und den eigenen Vorteil sucht. (Die griechischen Aristokraten verbanden diese Eigenschaft mit dem Anspruch auf heroische oder göttliche Abstammung, die römischen Aristokraten eher mit politischem Erfolg.)
- eine Herrschaftsform, in der der Adel (auch im Rahmen eines Senats als Senatsaristokratie) oder eine andere Oberschicht wie das Bürgertum in der Städtearistokratie oder Priester in der Priesteraristokratie die Macht ausüben. Hier sind die „Besten“ in der Regel die durch ihre Herkunft oder durch ihre obrigkeitliche Einsetzung in Ämter Berechtigten.
- in der Neuzeit eine Bezeichnung für die Angehörigen des Adels[4] (im Zusammenhang mit der Französischen Revolution der zweite Stand), in Abgrenzung zu Klerus (erster Stand) und Bürgertum (dritter Stand).

## Historische Theoriebildung
Die Aristokratie bei Platon (427–347 v. Chr.) ist die am Gemeinwohl orientierte idealtypische Herrschaft der Besten. Diese Idee wurde zunächst von seinem Schüler Aristoteles (384–324 v. Chr.) und später vom griechischen Historiker Polybios (um 200 v. Chr. bis etwa 118 v. Chr.) weiterentwickelt. Sie fällt wie die Oligarchie unter die Herrschaft der wenigen, wobei die Oligarchie als eine am Eigennutz ausgerichtete Herrschaftsform definiert ist.
Grundsätzlich bestand in der antiken Staatstheorie die Idee, dass jede am Gemeinwohl orientierte Herrschaftsform (Monarchie bzw. Basileia, Aristokratie, Politie bzw. Demokratie) ein entartetes, nur an den Interessen der Herrschenden orientiertes Gegenstück hat (Tyrannis, Oligarchie, Demokratie bzw. Ochlokratie). Dieser Verfassungskreislauf ist aus der Beobachtung und Analyse der Politik antiker griechischer Stadtstaaten abstrahiert. Empirisch haben die Autoren dagegen vor allem Mischformen gefunden.

### Grundformen der Verfassungen (nach Polybios)
| Anzahl der Herrscher | Gemeinwohl   | Eigennutz   |
| -------------------- | ------------ | ----------- |
| Einer                | Monarchie    | Tyrannis    |
| Einige               | Aristokratie | Oligarchie  |
| Alle                 | Demokratie   | Ochlokratie |

Aus der Erkenntnis heraus, dass diese sechs Grundformen der Verfassungen notwendigerweise instabil sind, hat vor allem Polybios die Idee des Verfassungskreislaufs entwickelt, die diese Herrschaftsformen zueinander in Beziehung setzt. Fast alle heute in Europa anzutreffenden demokratischen Regierungsformen basieren auf landesspezifischen aristokratischen Vorläufermodellen, bei denen Adel, wohlhabendes Bürgertum oder Kirchenvertreter ein Mitbestimmungsrecht bei der Steuererhebung, Fragen der Gewaltenteilung oder Herrscherwahl hatten. Der Übergang von aristokratischen zu demokratischen Regierungsformen vollzog sich meist in der Form, dass zunächst allen Bürgern ein Wahlrecht zugestanden wurde, später dann Unterschiede in der Stimmengewichtung (Zensuswahlrecht), oder Ausschlüsse von Bürgerrechten für einzelne Bevölkerungsgruppen (Sklaven, Frauen, Angehörige ethnischer, sprachlicher oder religiöser Minoritäten) aufgehoben wurden.

### Aktuelle Anhänger
Der Philosoph und Wirtschaftsprofessor Jason Brennan ist der Ansicht, Aristokratien seien Demokratien überlegen. Ihm schwebt ein Modell vor, bei dem sich ein Bürger das Wahlrecht erst verdienen muss, indem er oder sie in einem Test ausreichende Kenntnis in relevanten Bereichen beweist.
Demokratie gäbe jedem die Macht, zu einem kleinen Teil über andere zu entscheiden, diese Macht hält er allerdings für unbegründet. Wie in mehreren Studien gezeigt werden konnte, ist der durchschnittliche Wähler nur äußerst schlecht informiert, weshalb Brennan es für ausgeschlossen hält, dass gute Entscheidungen getroffen werden. Daher fordert er auch die meisten Personen dazu auf, nicht zu wählen, da er dies für unethisch hält. Allerdings betont er auch, Demokratien seien besser als die meisten anderen Regierungsformen und träfen durchaus gute Entscheidungen, weil die gut informierten Politiker nicht immer auf die Meinung der Bevölkerung hören.